# Boğaziçi, Düzce
Boğaziçi là một thị trấn thuộc thành phố Düzce, tỉnh Düzce, Thổ Nhĩ Kỳ. Dân số thời điểm năm 2019 là 3,027 người.